# Muhurr
Muhurr là một xã trong quận Dibër thuộc hạt Dibër, Albania. Dân số năm 2005 là 4047 người.